# Knooppunt Sabina
Knooppunt Sabina is een verkeersknooppunt voor de aansluiting van de autosnelwegen A4, A29 en A59, nabij Willemstad in de Nederlandse provincie Noord-Brabant. Het knooppunt werd geopend in 1972 en is vernoemd naar de nabijgelegen Sabina-Henricapolder, ten westen van Willemstad aan het Volkerak.

## Richtingen knooppunt
| Aansluitende wegen                                    | Aansluitende wegen                                    | Aansluitende wegen                          | Aansluitende wegen | Aansluitende wegen |
| ----------------------------------------------------- | ----------------------------------------------------- | ------------------------------------------- | ------------------ | ------------------ |
|                                                       |                                                       | richting Rotterdam / Oude-Tonge / Zierikzee |                    |                    |
|                                                       |                                                       |                                             |                    |                    |
|                                                       | richting Fijnaart / Waalwijk / 's-Hertogenbosch / Oss |                                             |                    |                    |
|                                                       |                                                       |                                             |                    |                    |
| richting Steenbergen / Bergen op Zoom / Antwerpen (B) |                                                       |                                             |                    |                    |

Knooppunten: De Nieuwe Meer (A10) · Badhoevedorp (A9) · De Hoek (A5) · Burgerveen (A44) · Hofvliet (N434) · Prins Clausplein (A12) · Ypenburg (A13) · Kethelplein (A20) · Benelux (A15) · Hellegatsplein (N59) · Sabina (A59) · Zoomland (A58) · Markiezaat (A58)
Aansluitingen: Amsterdam-Sloten (1) · Schiphol (2) · Hoofddorp (3) · Hoofddorp-Zuid (3a) · Nieuw-Vennep (4) · Roelofarendsveen (5) · Hoogmade (6) · Zoeterwoude-Rijndijk (6a) · Zoeterwoude-Dorp (7) · Leidschendam (8) · Rijswijk-Centrum (9) · Plaspoelpolder (10) · Rijswijk (11) · Den Haag-Zuid (12) · Den Hoorn (13) · Delft (14) · Vlaardingen-Oost (16) · Pernis (17a) · Numansdorp (22) · Willemstad (23) · Dinteloord (24) · Steenbergen (25) · Tholen (26) · Bergen op Zoom-Noord (27) · Bergen op Zoom (28) · Bergen op Zoom-Zuid (29) · Hoogerheide (30)
Almere · Amstel · Arnestein · Assen · Azelo · Badhoevedorp · Bankhoef · Batadorp · Beekbergen · Benelux · Beverwijk · Bodegraven ·  Boterdiep ·  Buren · Burgerveen · Coenplein · De Baars · De Hoek · De Hogt · De Nieuwe Meer · De Poel · De Punt · De Stok · Deil · Diemen · Drachten · Drie Klauwen · Eemnes · Ekkersweijer · Emmeloord · Empel · Euvelgunne · Everdingen · Ewijk · Galder · Gooimeer · Gorinchem · Gouwe · Grijsoord · Hattemerbroek · Heerenveen · Hellegatsplein · Het Vonderen · Hintham · Hoevelaken · Hofvliet · Holendrecht · Holsloot · Hoogeveen · Hooipolder · IJmuiden (niet officieel) · Joure · Julianaplein · Kerensheide · Kethelplein · Klaverpolder · Kleinpolderplein · Kooimeer · Kruisdonk · Kunderberg · Lankhorst · Leenderheide · Lunetten · Maanderbroek · Markiezaat · Muiderberg · Neerbosch · Noordhoek · Ommedijk · Oud-Dijk · Oudenrijn · Paalgraven · Princeville · Prins Clausplein · Raasdorp ·  Reitdiep ·  Ressen · Ridderkerk · Rijkevoort · Rijnsweerd · Rottepolderplein · Rozenburg · Sabina · Sint-Annabosch · Stelleplas · Slufter · Ten Esschen · Terbregseplein · Tiglia · Vaanplein · Valburg · Velperbroek · Velsen · Vlaardingen · Vught · Waterberg · Watergraafsmeer · Werpsterhoek · Westerlee · Ypenburg · Zaandam · Zaarderheiken · Zonzeel · Zoomland · Zuidbroek · Zurich

Geplande knooppunten:
De Liemers · Zestienhoven

Voormalige knooppunten:
Bocholtz · Ekkersrijt · Europaplein (Groningen) · Europaplein (Maastricht) · Lindenholt